# Letònia al Festival de la Cançó de Turkvisió
El debut de Letònia al Festival de la Cançó de Turkvisió, previst per l'any 2016 amb la cançó «Yakışıyor Bize Bu Sevgi» d'Oksana Bilera, es va cancel·lar a causa de l'atemptat d'Istanbul al desembre d'aquell mateix any. Letònia tampoc no va poder debutar al festival quan aquest va reprendre la seva activitat amb l'edició de 2020. Fins al moment, el país no ha participat encara al Festival de la Cançó de Turkvisió, condició necessària per acollir l'esdeveniment.

## Participació
| 2016                        | Istanbul | Oksana Bilera | «Yakışıyor Bize Bu Sevgi» | Festival cancel·lat | Festival cancel·lat | Festival cancel·lat | Festival cancel·lat | Festival cancel·lat | Festival cancel·lat | Festival cancel·lat | Festival cancel·lat |
| No hi va participar al 2020 |          |               |                           |                     |                     |                     |                     |                     |                     |                     |                     |